# El Porvenir (distrito de Trujillo)
El Porvenir é um distrito do Peru, departamento de La Libertad, localizada na província de Trujillo.

## Transporte
O distrito de El Porvenir não é servido pelo sistema de estradas terrestres do Peru.